# باتريك ن. إل. بيلنجر
باتريك ن. إل. بيلنجر (بالإنجليزية: Patrick Nieson Lynch Bellinger)‏ هو ضابط أمريكي، ولد في 8 أكتوبر 1885 في تشيراو في الولايات المتحدة، وتوفي في 30 مايو 1962 في كليفتون فورغ في الولايات المتحدة.